# پاپیروس ریاضی مسکو
پاپیروس مسکو یک پاپیروس باستانی مصری است، این پاپیروس همچنین با نام پاپیروس ریاضی گلنیشکف نیز شناخته می‌شود که اولین صاحب آن ولادیمیر گلنیشکف (۱۸۵۶–۱۹۴۷) بود اما او پاپیروس را در سال ۱۸۹۲ در تبس مصر فروخت.
این پاپیروس بعداً جزء کلکسیون موزه هنرهای زیبا در مسکو شد که به همین علت هم‌اکنون نیز با نام پاپیروس مسکو شناخته می‌شود.
اکنون با استفاده از علوم خط‌شناسی باستانی و خط‌شناسی نوین (دستور-خط‌شناسی) و رمز گشایی خط هیروگلیف عبارات پاپیروس کاملاً ترجمه شده‌اند و مشخص شده‌است که این پاپیروس احتمالاً در سلسلهٔ سیزدهم (۱۷۷۳–۱۶۵۰ ق. م) نوشته شده‌است؛ اما به علت از بین رفتن ابتدای پاپیروس نویسندهٔ اصلی آن مشخص نیست.
طول این پاپیروس ۵٫۴ متر است و این پاپیروس جزء با ارزش‌ترین منابع دسترسی به ریاضیات و هندسهٔ باستان است. این پاپیروس هم‌چنین از پاپیروس آهمس قدیمی‌تر است.